# PGC 90942
LEDA/PGC 90942 ist eine Edge-On-Spiralgalaxie vom Hubble-Typ Scd im Sternbild Wasserschlange südlich des Himmelsäquators. Sie ist schätzungsweise 101 Lichtjahre von der Milchstraße entfernt und bildet gemeinsam mit NGC 2992, NGC 2993, Arp 245N die Galaxiengruppe (Arp 245).